# Agaricus arvensis
Agaricus arvensis es una especie de hongo comestible, basidiomicetos de la familia Agaricaceae.

## Características
Fue descrito por Jacob Christian Schaeffer en 1762. La forma del sombrero (Píleo) es convexo, la superficie es seca y su color es blanco, tornándose en amarillento con la madurez, su carnosidad es blanca y su olor es dulzón (recordando a la almendra), miden hasta 20 centímetros  de diámetro, el tallo es de color blanquecino, tiene un anillo y puede medir hasta 4,5 centímetros de largo y tener 3,5 centímetros de espesor.

## Comestibilidad
Son comestibles y está considerado uno de los hongos más ricos por su sabor. Se encuentran en grupos cerca de los establos y entre los pastos y en campos de juego, en Estados Unidos y Gran Bretaña, crecen en el otoño cerca del invierno.